# Бендет, Яков Абрамович
Я́ков Абра́мович Бенде́т (22 июля 1927 года, Киев — 10 января 2006 года, Киев) — один из основателей советской кардиологии и кардиохирургии. Лауреат Государственной премии Украины. Главный научный сотрудник Института сердечно-сосудистой хирургии им. Н. М. Амосова АМН Украины.

## Биография
Родился 22 июля 1927 года в городе Киеве. В 1951 году Яков Абрамович с отличием окончил Киевский медицинский институт.
В 1970 году успешно защитил докторскую диссертацию (тема: «Отдаленные результаты операций с искусственным кровообращением при врожденных пороках сердца»).

## Ученики
За время работы подготовил целую плеяду специалистов. В частности, был научным руководителем у 17 специалистов, которые защитили кандидатские и докторские диссертации.

## Научные членства
- Секретарь республиканской проблемной комиссии «Хирургическое лечение заболеваний сердца и сосудов»
- Член республиканской проблемной комиссии «Ревматизм»
- Заместитель председателя методической комиссии по хирургического лечения заболеваний сердца
- Член правления Научного общества и Ассоциации кардиологов Украины
- Член правления Ассоциации сердечно-сосудистых хирургов Украины
- Член специализированного Ученого совета Института сердечно-сосудистой хирургии им. М. М. Амосова АМН Украины
- Член специализированного Ученого совета Института кардиологии им. М. Д. Стражеско АМН Украины
- Член редколлегии журнала «Сердце и сосуды»
- Член редколлегии «Украинский ревматологического журнала»
- Член редколлегии ежегодника «Сердечно-сосудистая хирургия»
- Член координационного совета и куратором раздела программы по научным исследованиям в кардиологии на Украине.